# Saints Row: Gat out of Hell
Saints Row: Gat out of Hell — компьютерная игра в жанре приключенческого боевика с элементами открытого мира, самостоятельное дополнение игры Saints Row IV, разработанное студиями Volition и High Voltage Software и выпущенное Deep Silver. Вышла на платформах Microsoft Windows, Linux, PlayStation 3, PlayStation 4, Xbox 360 и Xbox One.
Версии для PlayStation 3 и Xbox 360 выпускались и на дисках, и в цифровом виде. На PlayStation 4 и Xbox One игра вошла в особое издание Saints Row IV: Re-Elected, которое также вышло и на физическом носителе, и в цифровом виде.

## Игровой процесс
Игрок управляет Джонни Гэтом или Кинзи Кенсингтон, знакомыми игрокам по предыдущим частям серии. Сама игра также сочетает многие аспекты геймплея предыдущих частей, по-прежнему оставаясь в первую очередь шутером от третьего лица в открытом мире, по которому разбросаны сюжетные и второстепенные задания, а также различные коллекционные предметы. Как и в Saints Row IV, у персонажей игры имеются сверхчеловеческие способности. Нововведением Gat out of Hell является «ангельский полет», при помощи которого персонаж, управляемый игроком, может парить в воздухе. В отличие от прошлых игр Saints Row в данной части отсутствует возможность создания персонажа, но можно импортировать сохранение Saints Row IV, тем самым заменив стандартную модель Босса на своего персонажа.
В отличие от традиционного прохождения в предыдущих играх в Gat Out Of Hell игроки выполняют задания, тем самым заполняя шкалу «Гнева Сатаны». Когда значение шкалы достигает определенного значения, открываются новые ролики и дополнительные возможности.
Действие Gat out of Hell происходит в открытом мире Нового Ада, состоящего из пяти островов. Противниками игрока являются различные демонические человекоподобные существа. Оружие в игре оформлено в стиле семи смертных грехов, например, пистолет чревоугодия, стреляющий глазурью во врагов.

## Сюжет
«Святые с 3-й улицы» справляют день рождения Кинзи на своём космическом корабле, но во время игры с говорящей доской, которая когда-то принадлежала Алистеру Кроули, они случайно связываются с Сатаной, и тот объясняет, что Босс должен жениться на его дочери Иезавель. Затем открывается портал в Ад, в который затягивает Босса «Святых». Чтобы спасти его, за ним отправляются Джонни Гэт и Кинзи Кенсингтон.
После прибытия они находят корпорацию Ultor, имеющую филиал в аду, и начинают подозревать, что во всём виноват бывший враг «Святых» — Дэйн Вогель. Вогель отрицает свою причастность, но признаёт, что он пользуется Адом в своих интересах, и предлагает свою помощь «Святым» в спасении Босса. Между тем, Иезавель восстаёт против своего отца после того, как Сатана называет её своей собственностью. Вогель помогает Джонни и Кинзи привлечь внимание Сатаны, перемещаясь по Аду и обретая союзников, таких как Кики и Виола де Винтер, Уильям Шекспир, Чёрная Борода и Влад Колосажатель.
Иезавель находит Джонни и предлагает провести его во дворец Сатаны, в надежде на то, что он сможет победить её отца. Во дворце Джонни немедленно встречается лицом к лицу с Сатаной, который угрожает убить Иезавель, если Джонни не бросит своё оружие на пол. Когда он бросает оружие, Сатана радостно бравирует и хвалит Джонни, называя его достойным женихом для Иезавели. Когда Джонни отказывается слушать, Сатана заставляет Джонни заключить с ним сделку: он отпустит Кинзи и Босса, если Гэт вместо Босса женится на Иезавели.
Джонни приходит на свадьбу и стреляет в Сатану, но безрезультатно, так что Джонни и Кинзи начинают убивать приспешников Сатаны, чтобы заставить Сатану сражаться с ними. Наконец они побеждают Сатану, тот сдаётся и изгоняет их обратно в мир смертных вместе с Иезавелью и Боссом. Самого Джонни, однако, задержал Бог, который объясняет, что Сатана замышлял вторжение на Небеса, так как Зиньяк ускорил Апокалипсис, уничтожив Землю, и Сатана надеялся сделать Босса генералом своей армии. Бог предлагает отблагодарить Джонни за то, что он остановил Сатану.
Игрок может выбрать одну из пяти концовок: Бог может позволить Джонни уйти на Небеса, чтобы воссоединиться со своей мертвой девушкой Аишей; отправить его обратно в ад, чтобы взять на себя обязанности нового правителя; найти новый дом для «Святых», восстановив человечество; воссоздать Землю, устроив Джонни, Кинзи и лейтенанта Мэтта Миллера на работу в полицию; ответить Джонни на все тайны Вселенной. Каноничной концовкой относительно Agents of Mayhem является выбор «Восстановить Землю».

## Разработка
В декабре 2013 года комик Джей Мор, озвучивавший антагониста Дэйна Вогеля в Saints Row 2, сообщил, что работает над озвучиванием следующей игры Saints Row. Позже выяснилось, что студия Volition планирует анонсировать новую игру на PAX Prime 29 августа 2014 года. Сначала они показали доску для предсказаний с эмблемой «Святых», а позже в тот же день Volition и Deep Silver подтвердили информацию о выходе дополнения для Saints Row IV, названного Saints Row: Gat out of Hell. Изначально релиз был заявлен на 27 января 2015 для Microsoft Windows, PlayStation 3, PlayStation 4, Xbox 360 и Xbox One, однако позже был перенесен на 20 января 2015 года в Северной Америке и 23 января 2015 года в Европе. Игра вышла в комплекте вместе с Saints Row IV: Re-Elected для Xbox One и PlayStation 4. В отличие от предыдущей игры, возрастное ограничение которой было 18+, на обложке Saints Row: Gat out of Hell было указано 16+.
Дополнение было вдохновлено, в частности, фильмами Disney, которые входят в число любимых у креативного директора игры Стива Яроса. Он хотел, чтобы игра стала пародией на них и содержала сказочные черты и неожиданные любовные песни, характерные для Disney. Некоторые детали сюжета были взяты из этих фильмов, например, вечеринка в прологе была вдохновлена празднованием дня рождения из «Спящей красавицы», разговаривающие неживые вещи, принцесса Иезавель, восстающая против отца, Сатаны, из-за выбора супруга и музыкальные номера, где Сатана сентиментально поёт. Открытый мир планировался так, чтобы стать «забавной коробкой с игрушками», а для передвижения в нем стоило использовать полёт. В январе 2015 года в релизном трейлере игры был указан номер «горячей линии», после звонка на который проигрывалась 6-минутная рекламная музыка.

## Отзывы
| Сводный рейтинг    | Сводный рейтинг                           |
| Агрегатор          | Оценка                                    |
| ------------------ | ----------------------------------------- |
| GameRankings       | (PC) 68,19 % (XONE) 67,88 % (PS4) 65,07 % |
| Metacritic         | (PC) 66/100 (XONE) 65/100 (PS4) 64/100    |
| Иноязычные издания |                                           |
| Издание            | Оценка                                    |
| Destructoid        | 8/10                                      |
| Eurogamer          | 6/10                                      |
| Game Informer      | 7,5/10                                    |
| GamesRadar+        | [ 19 ]                                    |
| Hardcore Gamer     | 3,5/5                                     |
| IGN                | 7,8/10                                    |
| PC Gamer (US)      | 67/100                                    |
| VideoGamer         | 7/10                                      |

Летом 2018 года, благодаря уязвимости в защите Steam Web API, стало известно, что точное количество пользователей сервиса Steam, которые играли в игру хотя бы один раз, составляет 536 513 человек.